# Frédéric François-Marsal
Frédéric François-Marsal (16. března 1874 Paříž – 20. května 1958 Gisors) byl francouzský podnikatel a pravicový politik, jehož politická kariéra vyvrcholila šestidenním působením ve funkci premiéra Francie v roce 1924. Byl též ministrem financí (1920–1921, 1924). Byl představitelem liberálně-konzervativní strany Fédération républicaine, kde to dotáhl na místopředsedu. Jeho politická kariéra skončila finančním skandálem, který ho přivedl i do vězení.

## Život
Začínal jako voják, působil v Indočíně, kde se nakonec dostal i do kabinetu guvernéra. Poté odešel z armády v hodnosti kapitána a vstoupil do světa obchodu. V roce 1914 se stal generálním ředitelem Soukromé průmyslové, obchodní a koloniální banky. Ve stejném roce byl mobilizován a do 15. ledna 1919 působil jako velitel praporu pěších myslivců. Na frontě ale nepobyl, byl povolán do generálního velitelství armád a pověřen studiem ekonomických otázek souvisejících s válkou. Po válce byl finančním expertem francouzské delegace na pařížské mírové konferenci (1919). Spolupracoval s deníkem L'Écho de Paris, pod pseudonymem Custos tam napsal řadu článků vyzývajících k tvrdému přístupu k poraženému Německu. V květnu 1919 nastoupil do představenstva mocné investiční banky Banque de l'Union Parisienne. Stal se ředitelem různých společností napojených na tuto banku, jako byly Société Maritime des Petroles a Société pour l'Exploitation des Petroleums. V roce 1920 byl jmenován ministrem financí, i když nebyl členem parlamentu, což byla v systému třetí republiky věc dosud nevídaná. Ač byl nenáviděn levicí, která ho líčila jako „muže z 27 správních rad“, mnozí ekonomičtí historikové upozorňují, že to byl právě on, kdo v pozici ministra financí roku 1920 radikálně zvedl daň z příjmu, a to v nejvyšší sazbě až na 50 procent, ačkoli maximální úroveň, o níž se diskutovalo před první světovou válkou, byla 5 procent. Je tak otcem francouzského ekonomického etatismu. Nicméně i díky tomuto opatření se mu podařilo vyrovnat francouzské rozpočty a zároveň zkrotit poválečnou inflaci.
V listopadu 1931 jedna ze společností, které vedl, Electro-Câble, zkrachovala a strhla sebou do propasti další čtyři společnosti. To ukončilo jeho politickou kariéru. V květnu 1932 byl obviněn z porušení zákona o obchodních společnostech, z falšování rozvah a vyplácení fiktivních dividend, čímž mohl uvést v omyl investory. Následující rok byl jako prezident Západoafrické obchodní společnosti obžalován z porušení důvěry. V roce 1934 byl jako prezident společnosti Railway Equipment Company obžalován z porušení zákonů o obchodních společnostech. V lednu 1935 byl odsouzen k 18 měsícům vězení a pokutě 20 000 franků. Po odvolání mu byl trest snížen na 8 měsíců vězení a pokutu 5 000 franků. V listopadu 1936 byl v kauze Electro-Câble odsouzen na 2 roky vězení a k pokutě 2000 franků. Rozsudek byl potvrzen 4. dubna 1938. Navzdory snaze svého právníka a politického spojence Alexandra Milleranda byl v červnu 1939 vyloučen z Národního řádu Čestné legie.